# 天主教庫斯科總教區
天主教庫斯科總教區（拉丁語：Archidioecesis Cuschensis），是羅馬天主教會以秘魯古城庫斯科為中心的一個總主教區。包括庫斯科大區八個省，下轄一個教區、兩個自治監督區。
1536年5月6日升為教區，受轄於塞維利亞總教區。1943年5月23日升為總教區。現任總主教為若望·烏加特·佩雷茲。2006年有教友1,420,000名，佔轄區總人口達96.5%。由138名司鐸名管理七十六個堂區。